# Hyaleucerea ockendeni
Hyaleucerea ockendeni är en fjärilsart som beskrevs av Rothschild 1912. Hyaleucerea ockendeni ingår i släktet Hyaleucerea och familjen björnspinnare. Inga underarter finns listade i Catalogue of Life.